# Cratere Urashima
Urashima è un cratere sulla superficie di Ryugu.